# Aeridoglossum
× Aeridoglossum, (abreviado Aergm) en el comercio, es un híbrido intergenérico entre los géneros de orquídeas Aerides × Ascoglossum. Fue publicado en Orchid Rev. 71(843) noh: 1 (1963).